# Baby I Love U!
Baby I Love U! (Miláčku, já tě miluji) je píseň z roku 2003, kterou vydala americká zpěvačka Jennifer López. Tato píseň je čtvrtá a poslední z jejího čtvrtého řadového alba This Is Me... Then.
V americké hitparádě se písni vůbec nedařilo, žně naopak zažila tato píseň v Evropě, kde měla být pouze vydána.
K této písni existuje i remix, o který se postaral R. Kelly, můžeme jej slyšet na DVD Jennifer López z roku 2003 a je nazvané The Reel Me.

## Umístění ve světě
| Hitparáda (2004) | Umístění |
| ---------------- | -------- |
| Evropa           | 12       |
| Irsko            | 16       |
| Mexiko           | 23       |
| Velká Británie   | 3        |
| USA              | 72       |

## Úryvek textu
Baby I love you (love you)
Baby I need you(need you)
I gotta have you(gotta have you babe)
Cant be without you